# Grigore Leșe

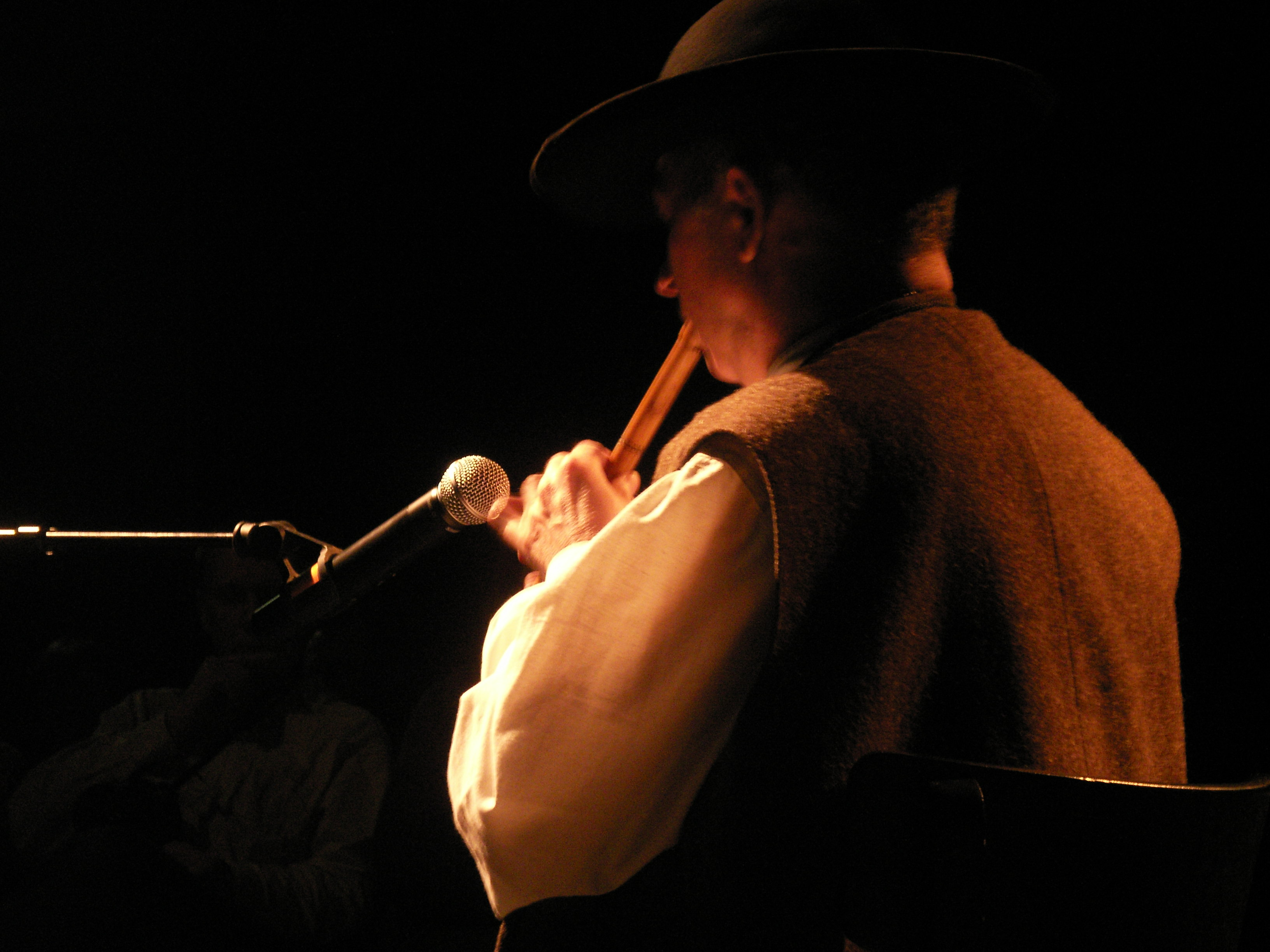
Grigore Leșe, 2007

Grigore Leșe (* 20. Februar 1954 in Stoiceni, Kreis Maramureș) ist ein bekannter rumänischer Sänger für Folklore und traditionelle, rumänische Musik sowie Komponist. Er absolvierte die Musikhochschule in Baia Mare (Frauenbach) und danach die Musikakademie „Gheorghe Dima“ in Cluj-Napoca (Klausenburg).
2003 wurde er mit dem Doktor der Philosophie für seine Arbeit Horea în gumaz. Considerații teoretice și practice ale interpretării genului dintr-o perspectivă stilistică ausgezeichnet. Seit 2005 ist der Dozent an der Universität Bukarest für Musikethnologie. Im Jahr 2006 begann er, Aufzeichnungen für das nationale Radio und das öffentlich, rechtliche Fernsehen zu machen und wurde dafür mit nationalen und internationalen Preisen im Bereich Journalismus ausgezeichnet. 2007 wurde er mit dem APTR-Preis ausgezeichnet, 2009 mit dem Preis für Kulturjournalismus von Radio Romania und im selben Jahr für das internationale Festival für Film und Fernsehen in Shanghai nominiert.
Seine Musik wurde für verschiedene TV-Produktionen, wie zum Beispiel The Pharaoh, Gunpowder, Treason and Plot (eine BBC Produktion) und Wild Carpathia verwendet.
Er wurde bisher auf die wichtigsten Bühnen der Welt eingeladen, wie zum Beispiel in Washington, Bloomington, Paris, Berlin, Athen, Montreal, Basel, Morelia, Frankfurt oder London. Seine Diskografie zählt sieben Alben.

## Diskografie
- 1996 – Cântec pastoral, Amori Label, Lausanne
- 2000–2003 – Cântece de cătănie și hori, Concert Society, Bistrița
- 2005 – Horile vieții und Așteptând Crăciunul, Roton
- 2009 – Grigore Leșe: Le chant de Lăpuș, OCORA Radio France, Paris
- 2011 – Grigore Leșe și aromânii fârșeroți din Cogealac, A&A Records
- 2011 – De dragoste, de război, de moarte, de unul singur, Humanitas Multimedia[2]